# Lenda da Poça das Asas

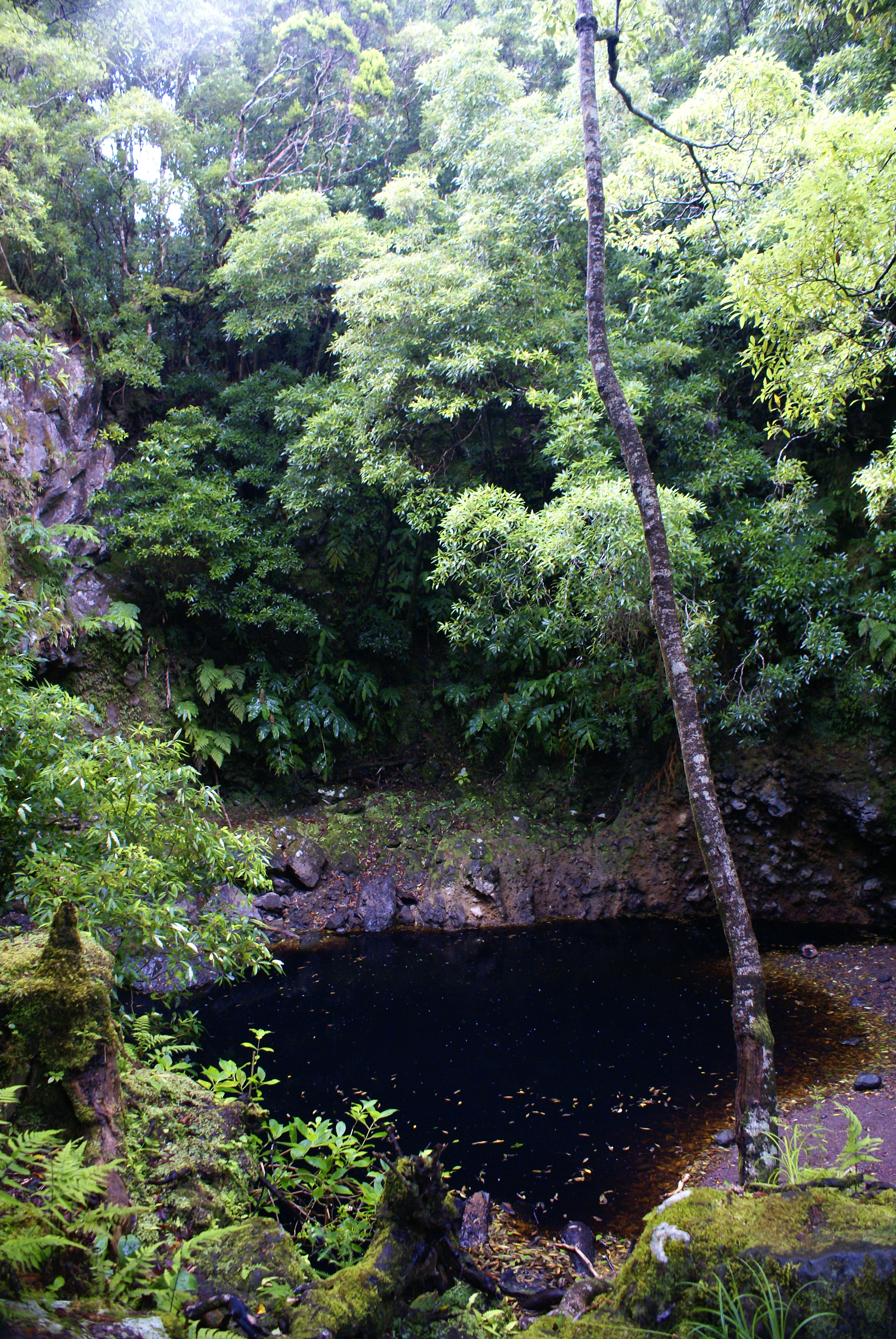
Poça das Asas.

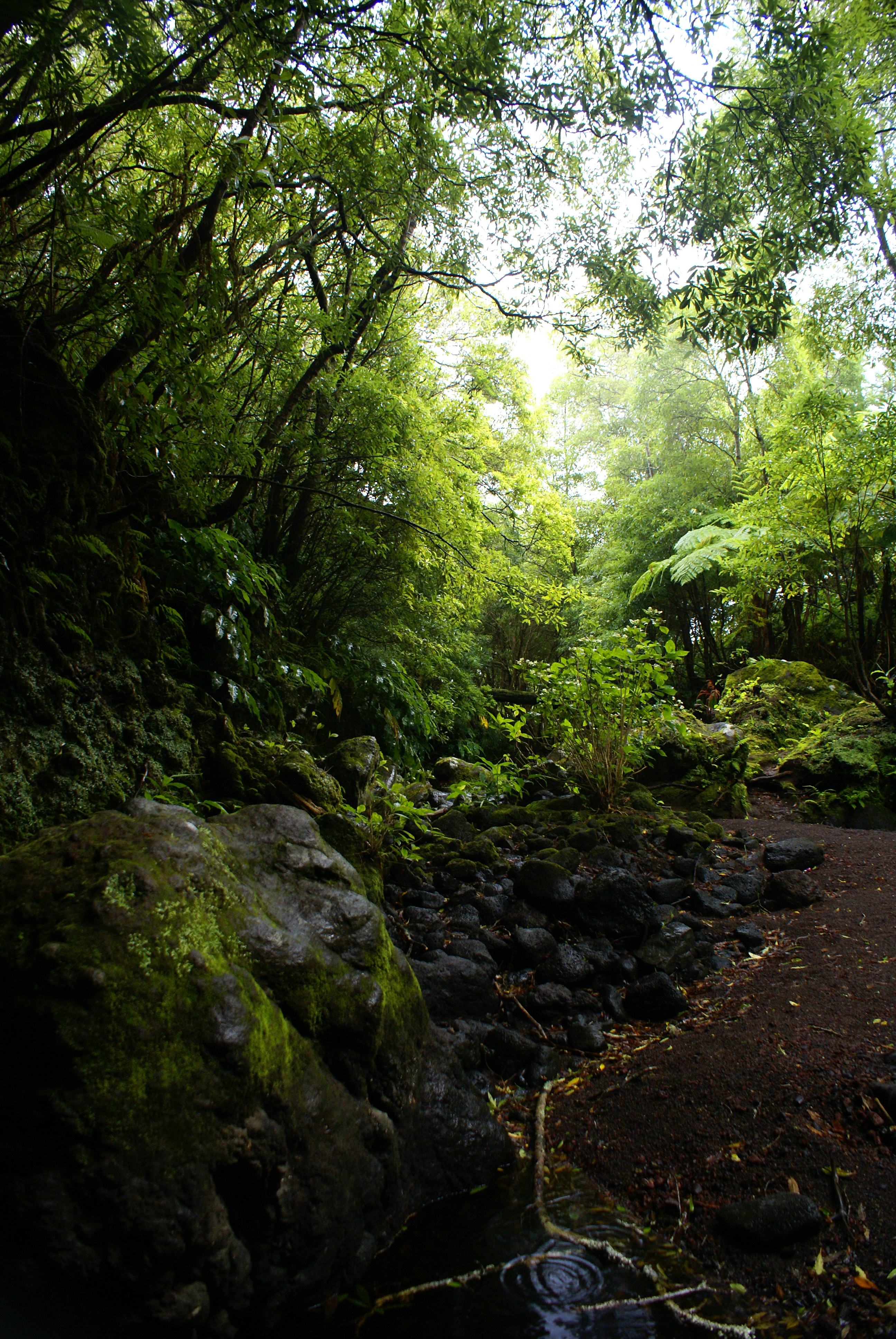
Poça das Asas.

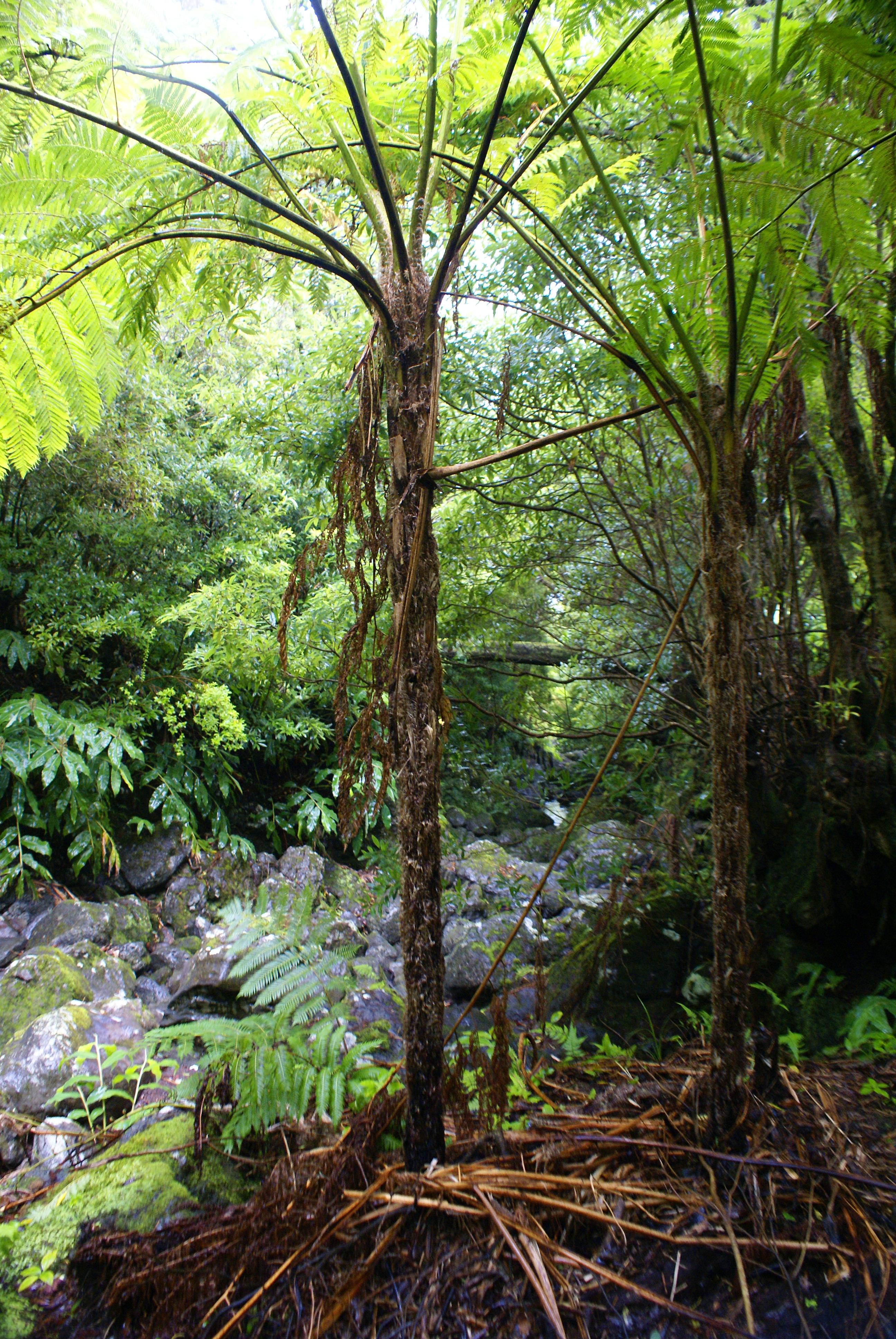
Poça das Asas, Feto arbóreo.

A Lenda da Poça das Asas é uma lenda antiga, original da ilha do Faial, arquipélago dos Açores e encontra-se ligada à existência da Poço das Asas e aos encantos que a envolvem.
Segundo reza esta lenda, existia, em tempos idos, na pequena povoação de Chão Frio, localidade da Praia do Almoxarife, uma “formosa camponesa de pele morena, rapariga à qual não faltavam pretendentes”, no entanto, afirma a lenda, esta já “tinha dado o corpo e alma a um fidalgo da Vila que em determinadas noites, vinha ocultamente aguardá-la neste sítio da Poça das asas”, pelo que não queria mais ninguém.
Como não podia deixar de ser, nas trágicas histórias de amor, os dois apaixonados foram descobertos. Os restantes pretendentes juntaram-se e juraram destruir aquele amor. Assim numa noite, acontecendo que a rapariga esperava ainda sozinha o seu apaixonado, os seus pretendentes a mataram.
Segundo reza a lenda ”No dia seguinte de madrugada, quando a gente da povoação veio buscar água, encontraram o cadáver da camponesa e bem assim o Poço, contendo na sua superfície algumas penas brancas, como a geada”, penas essas que ainda nossos dias, quando faz tempo galado se foram nas águas do local.
Informa a lenda que dos assassinos, dois fugiram, enquanto que o terceiro, cheio de remorsos, “dentro de pouco enlouqueceu e vinha quase diariamente sentar-se nestas pedras, ficando horas e horas seguidas junto à superfície água, no fundo da qual parecia buscar o arrependimento.”
Àqueles que passavam, dizia que "viessem ver as penas saídas das asas de um anjo que ali estavam à superfície da água, e acusando-se do seu crime, acrescentava que a camponesa quando fora morta trazia no seio uma criança e que o anjinho, ao despedir-se dolorosamente da vida, havia deixado cair algumas penas das asas na superfície da água”.
Assim, entre o mito e misticismo, nasceu esta lenda, seja fruto ou não da narrativa de um louco ou simplesmente de um povo encantado pelo local, certo é que a lenda perdura e perdurará quanto houver alguém para a contar.